# Liste de batailles du XXe siècle

Cette page donne une liste de batailles militaires du XXe siècle.
L'article liste d'abord les batailles de la Première et de la Seconde Guerre mondiale, puis les batailles par continent.
Si vous écrivez un article de description d'une bataille, vous pouvez suivre le modèle d'Article de bataille déjà élaboré. L'encyclopédie y gagnera en homogénéité, et l'article sera immédiatement clair.

## Avant1914

### Afrique

#### Afrique du Nord
| Date(s)               | Bataille                  | Lieux                     | Résumé                                                   |
| Campagne du Sahara    | Campagne du Sahara        | Campagne du Sahara        | Campagne du Sahara                                       |
| --------------------- | ------------------------- | ------------------------- | -------------------------------------------------------- |
| 7 mai 1902            | Bataille de Tit           | Tit, Algérie              | Victoire des Français sur les Touaregs Kel Ahaggar       |
| 1903, 17 août-20 août | Bataille de Taghit        | Taghit, Algérie           | Victoire des Français sur les Nomades Zayanes            |
| 2 septembre 1903      | Bataille d'El-Moungar     | Sud-d'Oran, Algérie       | Victoire des Français sur les tribus berbères du Maroc   |
| 1907                  | Bataille de Foucht        | Foucht, Adrar, Mauritanie | Victoire des Réguibats sur les Ouled Bou Sbaa            |
| 27 juillet 1909       | Bataille du Ravin-du-Loup | Melilla, Espagne          | Victoire des Rebelles Rifains sur les Espagnols          |
| 13 novembre 1914      | Bataille d'Elhri          | Elhri, Maroc              | Victoire des Rebelles Amazighes Zayanes sur les Français |

#### Afrique centrale
| Date(s)                                | Bataille                               | Lieux                                  | Résumé                                                                  |
| Conquête du Tchad (Royaume du Ouaddaï) | Conquête du Tchad (Royaume du Ouaddaï) | Conquête du Tchad (Royaume du Ouaddaï) | Conquête du Tchad (Royaume du Ouaddaï)                                  |
| -------------------------------------- | -------------------------------------- | -------------------------------------- | ----------------------------------------------------------------------- |
| 29 mars 1908                           | Combat de Dokotchi                     | Dokotchi, Tchad                        | Victoire des Français et des Partisans d'Acyl sur le Royaume du Ouaddaï |
| 1er juin 1908                          | Combat de Djohamé                      | Djouamé, Tchad                         | Victoire des Français et des Partisans d'Acyl sur le Royaume du Ouaddaï |
| 16 juin 1908                           | Combat de Djoua                        | Djoua, Tchad                           | Victoire des Français et des Partisans d'Acyl sur le Royaume du Ouaddaï |
| 9 novembre 1910                        | Combat de Doroté                       | Masalit, Tchad                         | Victoire du Royaume du Ouaddaï et des Masaliens sur les Français        |

#### Corne de l'Afrique
| Date(s)                | Bataille               | Lieux                  | Résumé                                |
| Conquête de la Somalie | Conquête de la Somalie | Conquête de la Somalie | Conquête de la Somalie                |
| ---------------------- | ---------------------- | ---------------------- | ------------------------------------- |
| 27 mars 1916           | Combat de Bulo Burti   | Chébéli, Somalie       | Victoire des Auadles sur les Italiens |

#### Afrique australe
| Date(s)                         | Bataille                   | Lieux                                                     | Résumé                                                   |
| Seconde Guerre des Boers        | Seconde Guerre des Boers   | Seconde Guerre des Boers                                  | Seconde Guerre des Boers                                 |
| ------------------------------- | -------------------------- | --------------------------------------------------------- | -------------------------------------------------------- |
| 2 novembre 1899-28 février 1900 | Siège de Ladysmith         | Ladysmith, Natal, Afrique du Sud                          | Victoire des Britanniques sur les Boers                  |
| 24 janvier 1900                 | Bataille de Spion Kop      | Colline de Spioenkop, Afrique du Sud                      | Victoire des Boers sur les Britanniques                  |
| 5 au 7 février 1900             | Bataille de Vaal Krantz    | Vaal Krantz, Natal, Afrique du Sud                        | Victoire des Boers sur les Britanniques                  |
| 11 au 12 février 1900           | Bataille de Worcester Hill |                                                           |                                                          |
| 27 février 1900                 | Bataille de Paardeberg     | Paardeberg, État libre d'Orange                           | Victoire des Britanniques et des Canadiens sur les Boers |
| 14 au 28 février 1900           | Libération de Ladysmith    | Entre Colenso et Ladysmith, KwaZulu-Natal, Afrique du Sud | Victoire des Britanniques sur les Boers                  |
| 7 mars 1900                     | Bataille de Poplar Grove   | Poplar Grove, État libre d'Orange                         | Victoire des Britanniques sur les Boers                  |
| 10 mars 1900                    | Bataille de Driefontein    | Driefontein, État libre d'Orange                          | Victoire des Britanniques sur les Boers                  |
| 13 mars 1900                    | Prise de Bloemfontein      | Bloemfontein                                              | Victoire des Britanniques sur les Boers                  |
| 31 mars 1900                    | Bataille de Sanna's Post   | Sanna's Post, près de Bloemfontein, État libre d'Orange   | Victoire des Boers sur les Britanniques                  |
|                                 |                            |                                                           |                                                          |

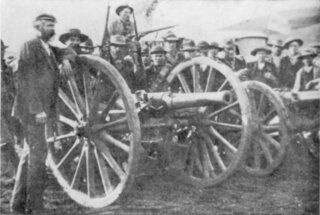
Commandos boers armés de canons britanniques

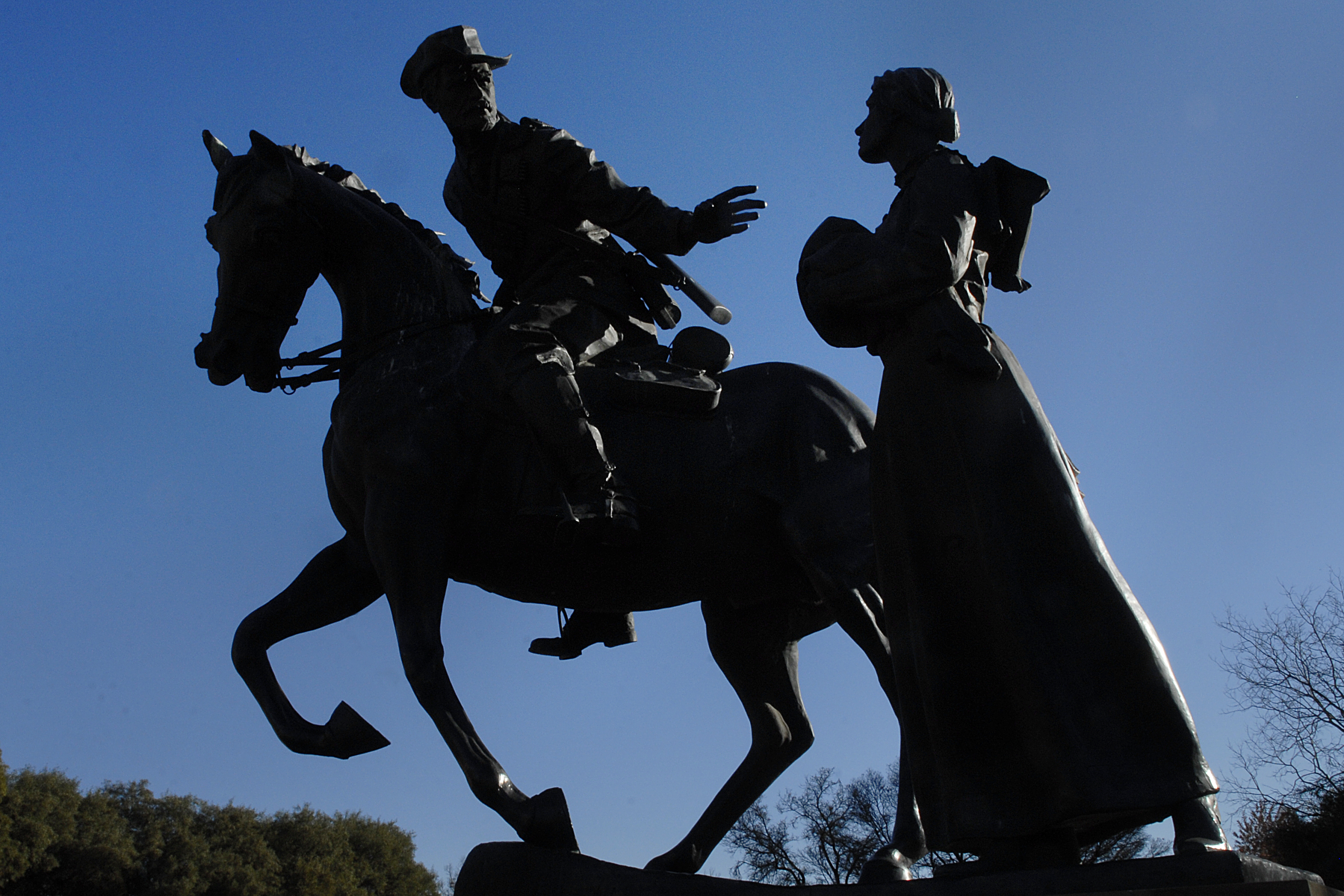
L'adieu des femmes à leurs maris partis combattre les Britanniques (seconde guerre des Boers) - Statue de Danie de Jager située au « Anglo-Boer War Museum » à Bloemfontein

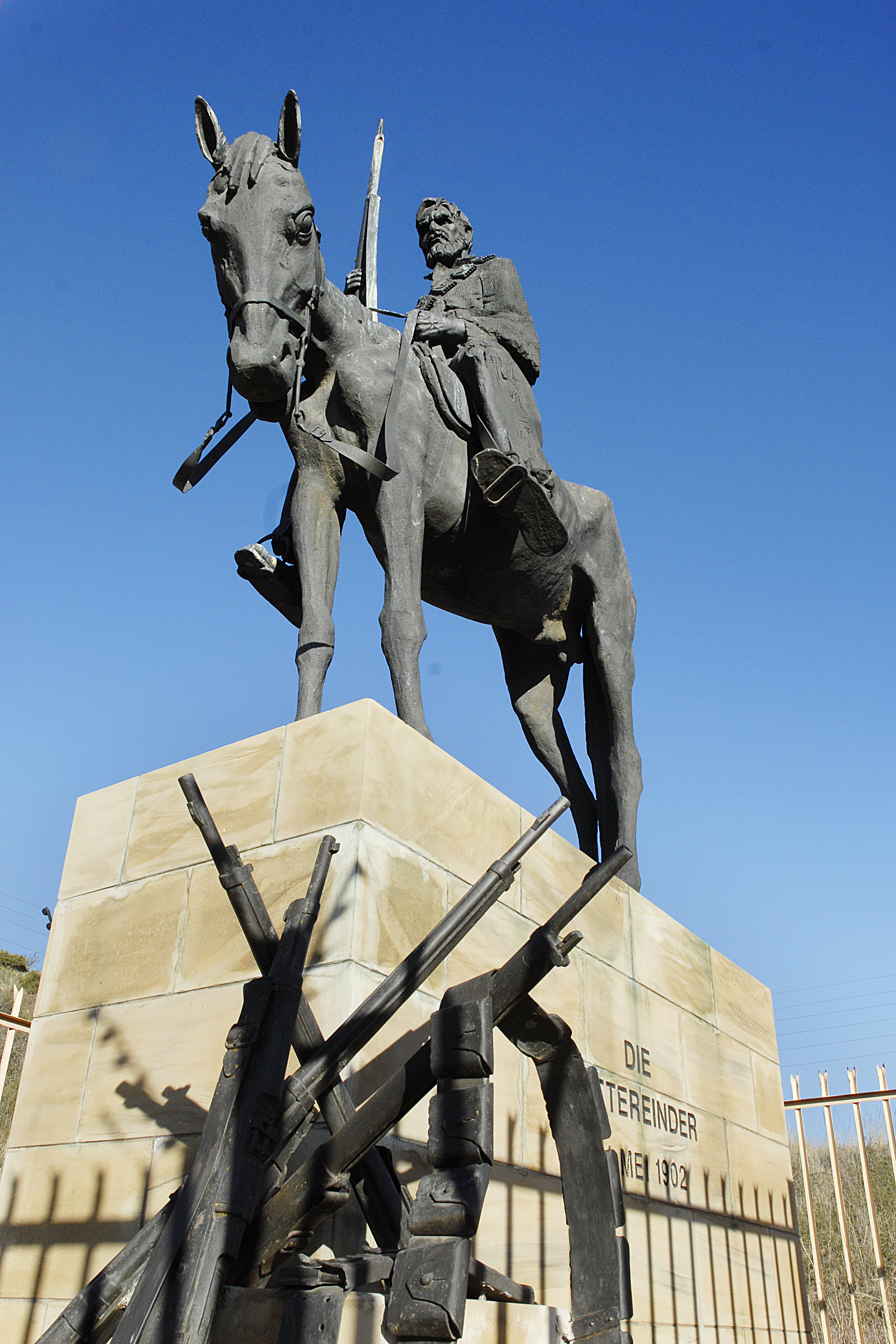
La statue équestre du combattant jusqu'au-boutiste (« Die Bittereinder »)

- 7 mars 1900 : bataille de Poplar Grove.
- 10 mars 1900 : bataille de Driefontein.
- 13 mars 1900 : prise de Bloemfontein.
- 31 mars 1900 : bataille de Sanna's Post.
- 34 avril 1900 : bataille de Mostertshoek.
- 9 au 25 avril 1900 : siège de Jammerbergdrif.
- 5 au 6 mai 1900 : bataille de Wet River.
- 10 mai 1900 : bataille de Sand River.
- 29 mai 1900 : bataille de Biddulphsberg
- 31 mai 1900 : prise de Johannesburg; bataille de Lindley.
- 5 juin 1900 : prise de Pretoria.
- 12 juin 1900 : bataille de Diamond Hill
- 15 juin 1900 : bataille de Majuba Hill
- 27 août 1900 : bataille de Bergendal.
- 7 novembre 1900 : bataille de Leliefontein.
- 17 septembre 1901 : bataille d'Elands River.
- 25 décembre 1901 : bataille de Groenkop
- 7 mars 1902 : bataille de Tweebosch.
- 11 avril 1902 : bataille de Rooiwal.

Massacre des Héréros
- 11 août 1904 : Bataille de Waterberg

Campagne du Portugal contre les Ovambos
- 5 octobre 1904 : bataille de Vau-de-Pembe
- 25 août 1907 : combat de Mufilo (conquête de l'Angola)

Rébellion de Bambatha
- 10 juin 1906 : bataille des gorges de la Mome

### Amérique
- 17 au 23 mars 1907: bataille de Namasigüe (guerre honduro-nicaraguayenne de 1907)
- 1er septembre 1904 : bataille de Masoller (révolte de 1904 en Uruguay)

### Asie

#### Extrême-Orient
- 8 février 1904 : Bataille de Port-Arthur (guerre russo-japonaise)
- 9 février : Bataille de Chemulpo
- 30 avril-1er mai 1904 : Bataille du fleuve Yalou
- 10 août 1904 : Bataille de la mer Jaune
- 14 août 1904 : Bataille d'Ulsan
- 24 août-4 septembre 1904 : Bataille de Liaoyang
- 5-17 octobre 1904 : Bataille du Cha-Ho
- mai 1904 - janvier 1905 : Siège de Port-Arthur
- 20 février-10 mars 1905 : Bataille de Moukden
- 27-28 mai 1905 : Bataille de Tsushima

### Europe
- 7-8 janvier 1912 : Bataille de Kunfuda (Guerre italo-turque)

- 9 - 10 octobre 1912 : Bataille de Sarantáporo (Première Guerre balkanique)
- 19 - 20 octobre 1912 : Bataille de Giannitsá
- 23 - 24 octobre 1912 : Bataille de Kumanovo
- 24 octobre 1912 : Bataille de Kirk Kilissé
- 28 - 30 octobre 1912 : Bataille de Lule Burgas
- 18 janvier 1913 : Bataille de Lemnos
- 26 janvier 1913 : Bataille de Bulair
- 4-6 mars 1913 : Bataille de Bizani
- 3 novembre 1912 - 26 mars 1913 : Bataille d'Andrinople

- 30 juin-4 juillet 1913 : Bataille de Kilkís (Deuxième Guerre balkanique)
- 6 juillet 1913 : Bataille de Dojran
- 30 juin-9 juillet 1913 : Bataille de Bregalnica
- 15-19 juillet 1913 : Bataille de Kalimantsi
- 22-31 juillet 1913 : Bataille de Kresna

## Première Guerre mondiale

### Europe

#### 1914
- 28 juillet - 3 novembre 1918 : Campagne de Serbie
- 5 - 16 août : Bataille de Liège
- 7 - 10 août : Bataille de Mulhouse
- 10 - 28 août : Bataille des Frontières
- 12 août : Bataille des casques d'argent
- 14 - 25 août : Bataille de Morhange dite aussi bataille de Lorraine
- 16 - 20 août : Bataille du Cer
- 17 août : Bataille de Stallupönen
- 19 août : Bataille de Dornach
- 20 août : Bataille de Gumbinnen
- 20 - 21 août : Bataille du Donon
- 21 août : Siège de Namur
- 21 - 23 août : Bataille de Charleroi
- 21 - 23 août : Bataille des Ardennes
- 22 août : Bataille de Rossignol
- 23 août : Bataille de Mons
- 23 - 25 août : Bataille de Krasnik
- 24 - 26 août : Bataille de la trouée de Charmes, dite aussi Bataille de Rozelieures
- 25 août - 9 septembre : Bataille de la Chipotte
- 26 août : Combat de l'île d'Odensholm
- 26 - 29 août : Bataille de Tannenberg
- 26 août - 11 septembre : Bataille de Lemberg
- 26 août : Bataille du Cateau
- 28 août - 6 septembre : Siège de Maubeuge
- 29 août : Bataille de Guise
- 2 septembre : Bataille de Senlis
- 4 - 13 septembre : Bataille du Grand Couronné
- 5 - 12 septembre : Première bataille de la Marne
- 5 - 9 septembre : Bataille de l'Ourcq ou bataille du Multien
- 6 - 10 septembre : Bataille des Marais de Saint-Gond
- 6 - 10 septembre : Bataille des Deux Morins
- 6 - 10 septembre : Bataille de Vitry
- 6 - 4 octobre : Bataille de la Drina
- 7 - 15 septembre : Première bataille des lacs de Mazurie
- 13 - 28 septembre : Bataille de l'Aisne
- 19 septembre - 11 octobre : Bataille de Flirey
- 24 septembre - 22 mars 1915 : Siège de Przemyśl
- 25 septembre - 29 septembre : Première bataille d'Albert
- 28 septembre - 10 octobre : Siège d'Anvers
- 29 septembre - 31 octobre : Bataille de la Vistule
- 1er octobre - 4 octobre : Première bataille d'Arras
- 10 octobre - 2 novembre : Bataille de La Bassée
- 13 octobre - 2 novembre : Bataille d'Armentières
- 16 - 31 octobre : Front de l'Yser
- 17 - 31 octobre : Bataille de l'Yser
- 12 octobre - 2 novembre : Bataille de Messines
- 29 octobre - 24 novembre : Première bataille d'Ypres
- 11 novembre - 6 décembre : Bataille de Łódź
- 16 novembre - 15 décembre : Bataille de la Kolubara
- 14 décembre 1914 - 17 mars 1915 : Première bataille de Champagne
- 18 - 22 décembre : Bataille de Givenchy

#### 1915
- 19 janvier - 22 décembre : Bataille de l'Hartmannswillerkopf
- 31 janvier : Bataille de Bolimov
- 4 février - 9 avril : Bataille de Zwinin
- 7 février - 22 avril : Seconde bataille des lacs de Mazurie
- 17 février - 5 avril : Bataille des Éparges
- 18 février - 6 juin : Bataille de Vauquois
- 10 - 12 mars : Bataille de Neuve-Chapelle
- 22 avril - 24 mai : Seconde bataille d'Ypres
- 1er mai - 18 septembre : Offensive de Gorlice-Tarnów
- 9 - 20 mai : Bataille de l'Artois (mai 1915)
- 23 juin - 7 juillet : Première bataille de l'Isonzo
- 18 juillet - 3 août : Deuxième bataille de l'Isonzo
- 20 juillet - 15 octobre : Bataille du Linge
- 17 août - 14 septembre : Bataille de Varsovie
- 15 septembre - 4 novembre : Bataille de l'Artois (automne 1915)
- 25 - 28 septembre : Bataille de Loos
- 25 - 29 septembre : Seconde bataille de Champagne
- 14 octobre - 9 novembre : Bataille de la Morava
- 14 octobre - 15 novembre : Bataille de la Ovche Pole (en)
- 17 octobre - 21 novembre : Bataille de Krivolak (en)
- 18 octobre - 3 novembre : Troisième bataille de l'Isonzo
- 10 novembre - 2 décembre : Quatrième bataille de l'Isonzo
- 10 novembre - 4 décembre : offensive du Kosovo

#### 1916
- 6 - 7 janvier : bataille de Mojkovac (en)
- 21 février - 19 décembre : bataille de Verdun
- 9 - 15 mars : cinquième bataille de l'Isonzo
- 17 mars - avril : offensive du lac Narotch
- 27 - 29 avril : bataille d'Hulluch
- 15 mai - 10 juin : Bataille d'Asiago dite aussi bataille des Plateaux ou offensive du Trentin
- 2 - 14 juin : bataille du mont Sorrel
- 4 juin - 10 octobre : offensive Broussilov
- Été : bataille de la rivière Misa
- 1er juillet - 18 novembre : bataille de la Somme
- 14 juillet : Bataille de la crête de Bazentin
- 14 juillet - 15 septembre : Bataille du bois Delville
- 23 juillet - 13 août : Bataille de Pozières
- 6 - 17 août : sixième bataille de l'Isonzo dite aussi bataille de Gorizia
- 9 - 18 août : bataille de Doiran
- 17 - 23 août : offensive du Strymon
- 17 - 27 août : bataille de Lerin (bg)
- 2 - 7 septembre : bataille de Turtucaia/Tutrakan
- 9 septembre : bataille de Ginchy
- 12 septembre - 11 décembre : bataille de Monastir
- 12 - 14 septembre : bataille de Malka Nidzhe (en)
- 12 - 30 septembre : bataille de Kaïmatchalan
- 14 - 18 septembre : septième bataille de l'Isonzo
- 15 - 22 septembre : bataille de Flers-Courcelette
- 25 - 28 septembre : bataille de la crête de Thiepval
- 25 - 28 septembre : bataille de Morval
- 29 septembre - 5 octobre : offensive Flamanda
- 30 septembre - 19 novembre : bataille de Cerna Bend (1916) (en)
- 10 - 12 octobre : huitième bataille de l'Isonzo
- 31 octobre - 4 novembre : neuvième bataille de l'Isonzo

#### 1917
- 8 mars - 1920 : Révolution russe
- 12 mars - 18 mai : Bataille de Monastir (1917)
- 9 - 14 avril : Bataille de la crête de Vimy
- 9 avril - 16 mai : Bataille d'Arras
- 16 avril - 25 juin : Bataille du Chemin des Dames
- avril - juillet : Bataille des monts de Champagne
- 22 avril - 8 mai : Bataille de Doiran (1917) (en)
- 5 - 9 mai : Bataille de Cerna Bend (1917) (en)
- 10 mai - 8 juin : Dixième bataille de l'Isonzo
- 7 juin : Bataille de Messines
- 10 - 25 juin : Bataille du Mont Ortigara
- 1er - 19 juillet : Offensive Kerensky
- 31 juillet - 6 novembre : Bataille de Passchendaele
- 15 août - 25 août : Bataille de la cote 70
- 18 août - 12 septembre : Onzième bataille de l'Isonzo
- 20 août - 18 septembre : Deuxième bataille de Verdun
- 6 - 8 septembre : Bataille de Marasesti
- 11 - 23 octobre : Opération Albion
- 23 - 25 octobre : Bataille de la Malmaison
- 24 octobre - 9 novembre : douzième bataille de l'Isonzo dite aussi bataille de Caporetto
- 20 novembre - 7 décembre : 1re bataille de Cambrai

#### 1918
- 9 - 29 avril : bataille de la Lys
- 27 mai - 6 juin : bataille de l'Aisne
- 27 mai - 6 août : Seconde bataille de la Marne
- 28 mai : Bataille de Cantigny
- 29 - 31 mai : bataille de Skra-di-Legen
- 10 - 25 juin : bataille du Piave
- 18 - 25 juillet : bataille de l'Ourcq
- 8 - 12 août : bataille d'Amiens
- 14 - 29 septembre : offensive du Vardar
- 15 septembre : bataille de Dobro Polje
- 18 - 19 septembre : 3e bataille de Doiran
- 26 septembre - 11 novembre : Offensive Meuse-Argonne
- 8 - 10 octobre : 2e bataille de Cambrai
- 20 - 30 octobre : bataille de la Serre
- 24 - 4 novembre : bataille de Vittorio Veneto

### Campagne du Caucase
- Bataille de Sarikamis
- Bataille de Kara Killisse
- Bataille de Koprukoy
- Bataille de Erzurum
- Bataille de Erzincan

### Campagne des Dardanelles
- Bataille des Dardanelles
- Bataille du Nek
- Bataille de Chunuk Bair
- Bataille de la colline 60
- Bataille de Sari Bair
- Débarquement au cap Helles
- Batailles de Krithia

### Campagne de Palestine et du Sinaï
- Première offensive de Suez
- Bataille de Romani
- Bataille de Magdhaba
- Bataille de Rafa
- Bataille de la crête de Mughar
- Bataille de Jérusalem
- Chute de Damas
- Bataille d'Alep
- Batailles de Gaza / Beersheba
- Bataille de Megiddo

### Campagne de Mésopotamie
- Débarquement Fao
- Chute de Basra
- Bataille de Qurna
- Capture d'Amara
- Bataille de Nasiriyeh
- Bataille de Es Sinn
- Bataille de Ctésiphon
- Siège et bataille(s) de Kut-el-Amara
  - Bataille de Sheikh Sa'ad
  - Bataille de Wadi
  - Bataille de Hanna
  - Bataille de la redoute de Dujaila
- Bataille de Khanaqin
- Chute de Baghdad
- Offensive de Samarrah
- Bataille de Jebel Hamlin
- Bataille de Istabulat
- Bataille de Ramadi
- Capture de Tikrit
- Bataille de Sharqat

### Campagnes d’Afrique
- 26 septembre 1914 : bataille de Sandfontein campagne du Sud-Ouest Africain
- 3 - 5 novembre 1914 : bataille de Tanga (campagne de l'Est Africain)
- 18 décembre 1914 : combat de Naulila (Angola)
- 18 - 19 janvier 1915 : bataille de Jassin (campagne de l'Est Africain)
- 24 janvier 1915 : bataille d'Upington (insurrection boer)
- 26 avril 1915 : bataille de Gibeon (campagne du Sud-Ouest Africain)
- 28 novembre 1917 : bataille de Negomano (campagne de l'Est Africain)
- 1er - 3 juillet 1918 : bataille de Namacurra (campagne de l'Est Africain)
- Bataille du Killimanjaro
- Bataille du delta de Ruji

### Océanie

#### 1914
- 11 septembre- 24 septembre 1914 :Campagne de Nouvelle-Guinée (1914)
- 22 septembre 1914 :Bataille de Papeete
- 29 septembre - 7 octobre :Bataille de Micronésie
- 9 novembre :Combat des iles Cocos

### Batailles navales
- 16 août 1914 : Combat d'Antivari (mer Adriatique).
- 26 août 1914 : Combat de l'île d'Odensholm (mer Baltique).
- 28 août 1914 : Bataille de l'Heligoland (mer du Nord).
- octobre 1914 - octobre 1918 : Bataille de l'Atlantique (océan Atlantique).
- 17 octobre - 7 novembre 1914 : Bataille de Tsingtao.
- 28 octobre 1914 : Combat de Penang.
- 1er novembre 1914 : Bataille de Coronel (océan Pacifique, côtes du Chili).
- 9 novembre 1914 : Bataille des îles Cocos (océan Indien).
- 18 novembre 1914 : Bataille du cap Sarytch (mer Noire).
- 8 décembre 1914 : Bataille des Falklands (océan Atlantique, large de l'Argentine).
- 24 janvier 1915 : Bataille de Dogger Bank (mer du Nord).
- 13 mai 1915 au 3 août 1918 : Barrage d'Otrante (Adriatique).
- 2 juillet 1915 : Bataille de l'île de Gotland (au large de la Suède).
- 31 mai - 1er juin 1916 : Bataille du Jutland.
- 2 - 3 décembre 1916 : Bataille de Funchal.
- 20 avril 1917 : Raid du pas de Calais (Manche).
- 23 avril 1918 : Raid sur Zeebruge (Manche).
- Raids sur Scarbourough et Hartlepool
- Bataille de Nouvelle Guinée (océan Pacifique)

## Entre-deux-guerres

### Afrique

#### Afrique du Nord
- 1er juin 1922 : bataille d'Abarran (guerre du Rif)
- 22 juillet 1922 : bataille d'Anoual (guerre du Rif)
- 25 juillet 1922 : Capitulation de Dar Quebdani (guerre du Rif)
- 28 juillet - 9 août 1922 : bataille de Montearruit (guerre du Rif)
- 8 septembre 1925 : débarquement d'Alhucemas (guerre du Rif)
- 1933 : Bataille de Bougafer (« pacification » du Maroc)

#### Afrique de l'Est
- 20 janvier 1936 : bataille de Genalé Dorya (seconde guerre italo-éthiopienne)
- 23 janvier 1936 : première bataille du Tembien (seconde guerre italo-éthiopienne)
- 10 février 1936 : bataille d'Amba Aradam (seconde guerre italo-éthiopienne)
- 27 février 1936 : seconde bataille du Tembien (seconde guerre italo-éthiopienne)
- 31 mars 1936 : bataille de May Chaw (seconde guerre italo-éthiopienne)

### Amérique
- 13 - 25 mai 1934: bataille de Cañada Strongest (guerre du Chaco)
- 4 - 8 juin 1935 : bataille d'Ingavi (1935) (guerre du Chaco)

### Asie

#### Proche-Orient
- 29 août 1929 : bataille de Sabilah, révolte des Ikhwan en Arabie saoudite

#### Asie Mineure et Caucase
- 1921 et 1922 : batailles d'Inonu (guerre gréco-turque)
- 24 août-16 septembre 1921 : bataille de la Sakarya (guerre gréco-turque)
- 26 août - 30 août 1922 : bataille de Dumlupinar (guerre gréco-turque)

#### Extrême-Orient
- 1927 : bataille de Hsuchow (Chine-guerre civile)
- 1938 : bataille de Taierhchüang (Guerre sino-japonaise)
- 1939 : bataille de Halhin Gol (Mongolie-URSS/Japon)

### Europe
- 6 avril 1918 : Bataille de Tampere (guerre civile finlandaise)
- Liste des batailles de la Guerre russo-polonaise de 1920
- 19 mars 1921 : bataille de Crossbarry (Guerre d'indépendance irlandaise)
- 1937 (avril) : bataille de Brunete (guerre d'Espagne)
- 1937 (août) : bataille de Belchite (guerre d'Espagne)
- 1938 (juillet-novembre) : bataille de l'Ebre (guerre d'Espagne)

## Seconde Guerre mondiale

### Afrique,guerre du désert
| Date(s)                        | Bataille                                                 | Lieu                   | Résumé                                                                                               |
| ------------------------------ | -------------------------------------------------------- | ---------------------- | --- |
|                                |                                                          |                        | |
| 3 juillet 1940                 | Bataille de Mers el Kebir                                | Mers el-Kébir, Algérie | Victoire des Britanniques sur les Français                                                           |
| 15 juillet 1940                | Combat de Moyale                                         | Kenya                  | Victoire des Italiens sur les Britanniques                                                           |
| 1940, 11 août - 15 août        | Bataille de Tug Argan (campagne du Somaliland)           | Somalie                | Victoire des Italiens sur les Britanniques                                                           |
| 1940, 9 décembre - 11 décembre | Bataille de Sidi-Barrani (campagne de Cyrénaïque)        | Égypte                 | Victoire des Britanniques sur les Italiens                                                           |
| 1941, 3 janvier - 5 janvier    | Bataille de Bardia (campagne de Cyrénaïque)              | Libye                  | Victoire des Britanniques sur les Italiens                                                           |
| 1941, 11 janvier               | Combat de Murzouk (raid Ornano-Clayton au Fezzan)        | Libye                  | Victoire des Britanniques et des Forces françaises libres sur les Italiens                           |
| 1941, 3 février - 27 mars      | Bataille de Keren (campagne d'Érythrée)                  | Érythrée               | Victoire des Britanniques et des Forces françaises libres sur les Italiens                           |
| 1941, 18 février - 1er mars    | Prise de Koufra (campagne du Fezzan)                     | Koufra, Libye          | Victoire des Forces françaises libres sur les Italiens                                               |
| 1941, 3 mai - 19 mai           | Bataille d'Amba Alagi (campagne d'Éthiopie)              | Éthiopie               | Victoire des Britanniques sur les Italiens                                                           |
| 26 mai 1942                    | Bataille de Bir Hakeim                                   | Libye                  | Victoire des Forces françaises libres sur les Allemands                                              |
| 1942, 1er juillet - 17 juillet | Première bataille d'El Alamein                           | Égypte                 | Victoire des Allemands et des Italiens sur les Britanniques                                          |
| 1942, 23 octobre - 3 novembre  | Seconde bataille d'El Alamein                            | Égypte                 | Victoire des Britanniques sur les Allemands et les Italiens                                          |
| 8 novembre 1942                | Opération Torch ou débarquement allié en Afrique du Nord | Maroc, Algérie         | Victoire des Américains, des Britanniques et des Forces françaises libres sur les Français vichystes |
| 1943, 19 février - 25 février  | Bataille de Kasserine (campagne de Tunisie)              | Tunisie                | Victoire des Allemands sur les Américains                                                            |
| 6 mars 1943                    | Opération Capri (campagne de Tunisie)                    | Tunisie                | Victoire des Britanniques sur les Allemands                                                          |
| 10 mars 1943                   | Bataille de Ksar Ghilane (campagne de Tunisie)           | Tunisie                | Victoire des Forces françaises libres sur les Allemands                                              |
| 23 mars 1943                   | Bataille d'El Guettar (campagne de Tunisie)              | Tunisie                | Victoire des Américains sur les Allemands                                                            |

### Guerre sino-japonaise,guerre du Pacifiqueetguerre franco-thaïlandaise
| Date(s)                               | Bataille                                                                 | Lieu                                      | Résumé                                                                                        |
| ------------------------------------- | ------------------------------------------------------------------------ | ----------------------------------------- | --------------------------------------------------------------------------------------------- |
|                                       |                                                                          |                                           |                                                                                               |
| 1937, 13 août - 26 novembre           | Bataille de Shanghai                                                     | Chine                                     | Victoire des Japonais sur les Chinois.                                                        |
| 1937, 1er septembre - 9 novembre      | Bataille de Taiyuan                                                      | Taiyuan, Chine                            | Victoire des Japonais sur les Chinois.                                                        |
| 1937, 13 septembre - 11 novembre      | Bataille de Xinkou                                                       | Xinkou, Chine                             | Victoire des Japonais sur les Chinois.                                                        |
| 1937 - 1938, décembre - mai           | Bataille de Xuzhou                                                       | Xuzhou, Chine                             | Victoire des Japonais sur les Chinois.                                                        |
| 1938, 11 juin - 27 octobre            | Bataille de Wuhan                                                        | Wuhan, Chine                              | Victoire des Japonais sur les Chinois.                                                        |
| 1939, 17 mars - 9 mai                 | Bataille de Nanchang                                                     | Nanchang, Chine                           | Victoire des Japonais sur les Chinois.                                                        |
| 1939, 11 mai - 16 septembre           | Bataille de Halhin Gol                                                   | Mongolie                                  | Victoire des Soviétiques et des Mongols sur les Japonais.                                     |
| 1939, 24 mai                          | Bataille de Suixian-Zaoyang                                              | Chine                                     | Victoire des Chinois sur les Japonais.                                                        |
| 1939, 17 septembre - 6 octobre        | Bataille de Changsha                                                     | Chine                                     | Victoire des Chinois sur les Japonais.                                                        |
| 1939 - 1940, 15 - 30 novembre         | Bataille du sud de Guangxi                                               | Guangxi, Chine                            | Victoire des Japonais sur les Chinois.                                                        |
| 1940, 1er mai - 18 juin               | Bataille de Zaoyang-Yichang                                              | Hubei, Chine                              | Victoire des Chinois sur les Japonais.                                                        |
| 1940 24-25 septembre                  | Combat de Na Cham                                                        | Indochine                                 | Victoire des Japonais sur les Français vichystes.                                             |
| 1941 16 janvier                       | Bataille de Koh Chang                                                    | Indochine                                 | Victoire des Français vichystes sur les Thaïlandais.                                          |
| 1941, 30 janvier - 1er mars           | Bataille du sud de Henan                                                 | Henan, Chine                              | Victoire des Chinois sur les Japonais.                                                        |
| 1941, 14 mars - 9 avril               | Bataille de Shanggao                                                     | Shanggao, Chine                           | Victoire des Chinois sur les Japonais.                                                        |
| 1941, 7 - 27 mai                      | Bataille du sud de Shanxi                                                | Shanxi, Chine                             | Victoire des Japonais sur les Chinois.                                                        |
| 1941, 6 septembre - 8 octobre         | Bataille de Changsha (1941)                                              | Changsha, Chine                           | Victoire des Chinois sur les Japonais.                                                        |
| 7 décembre 1941                       | Attaque de Pearl Harbor                                                  | Pearl Harbor, États-Unis                  | Victoire des Japonais sur les Américains.                                                     |
| 1941 - 1942, 24 décembre - 15 janvier | Bataille de Changsha (1942)                                              | Changsha, Chine                           | Victoire des Chinois sur les Japonais.                                                        |
| 1941                                  | Bataille de Prachuab Khirikhan                                           |                                           | Victoire des Japonais sur les Thaïlandais.                                                    |
| 1941                                  | Bataille de l'île Wake                                                   |                                           | Victoire des Japonais sur les Américains.                                                     |
| 1942                                  | Bataille de Bataan                                                       |                                           |                                                                                               |
| 1942                                  | Bataille de Corregidor                                                   |                                           |                                                                                               |
| 1942                                  | Bataille de Singapour                                                    |                                           |                                                                                               |
| 1942                                  | Bataille de la mer de Java                                               |                                           |                                                                                               |
| 1942 4 - 8 mai                        | Bataille de la mer de Corail                                             | mer de Corail                             | Victoire des Américains et des Australiens sur les Japonais.                                  |
| 5 juin 1942                           | Bataille de Midway                                                       | Midway                                    | Victoire des Américains sur les Japonais.                                                     |
| 1942-1943 7 août - 9 février          | Bataille de Guadalcanal (Campagne des îles Salomon)                      | Guadalcanal                               | Victoire des Américains, des Australiens et des Néo-Zélandais sur les Japonais.               |
| 9 août 1942                           | Bataille de l'île de Savo (Campagne des îles Salomon)                    | îles Salomon                              | Victoire des Japonais sur les Américains.                                                     |
| 1942, 24 - 25 août                    | Bataille des Salomon orientales (campagne des îles Salomon)              | îles Salomon                              | Victoire des Américains sur les Japonais.                                                     |
| 1942, 11 - 12 octobre                 | Bataille du Cap Espérance (campagne des îles Salomon)                    | îles Salomon                              | Victoire des Américains sur les Japonais.                                                     |
| 1942, 25 - 27 octobre                 | Bataille des îles Santa Cruz (campagne des îles Salomon)                 | îles Santa Cruz, îles Salomon             | Victoire des Japonais sur les Américains, les Australiens et les Néo-Zélandais                |
| 1942, 13 - 15 novembre                | Bataille navale de Guadalcanal (campagne des îles Salomon)               | Guadalcanal, îles Salomon                 | Victoire des Américains, des Australiens et des Néo-Zélandais sur les Japonais.               |
| 30 novembre 1942                      | Bataille de Tassafaronga (campagne des îles Salomon)                     | Guadalcanal, îles Salomon                 | Victoire des Japonais sur les Américains.                                                     |
| 1943, 29 - 30 janvier                 | Bataille de l'île de Rennell (campagne des îles Salomon)                 | Rennell, îles Salomon                     | Victoire des Japonais sur les Américains et les Australiens.                                  |
| 1943, 5 - 6 mars                      | Bataille du détroit de Blackett (Campagne des îles Salomon)              | îles Salomon                              | Victoire des Américains sur les Japonais.                                                     |
| 1943, 12 mai - 3 juin                 | Bataille de l'ouest d'Hubei                                              | Hubei, Chine                              | Victoire des Chinois sur les Japonais.                                                        |
| 1943, 20 juin - 25 août               | Bataille de la Nouvelle-Géorgie (Campagne des îles Salomon)              | Nouvelle-Géorgie, îles Salomon            | Victoire des Américains, des Australiens et des Néo-Zélandais sur les Japonais.               |
| 1943, 5 - 6 juillet                   | Bataille du golfe de Kula (Campagne des îles Salomon)                    | Golfe de Kula, îles Salomon               | Bataille indécise entre les Américains et les Japonais.                                       |
| 1943, 12 - 13 juillet                 | Bataille de Kolombangara (campagne des îles Salomon)                     | Kolombangara, îles Salomon                | Victoire des Japonais sur les Américains et les Néo-Zélandais.                                |
| 1943, 6 - 7 août                      | Bataille du golfe de Vella (campagne des îles Salomon)                   | Golfe de Vella, îles Salomon              | Victoire des Américains sur les Japonais.                                                     |
| 1943, 15 août - 9 octobre             | Bataille de Vella Lavella (campagne des îles Salomon)                    | Vella Lavella, îles Salomon               | Victoire des Américains, des Néo-Zélandais et des Fidjiens sur les Japonais.                  |
| 1943, 17 - 18 août                    | Bataille d'Horaniu (campagne des îles Salomon)                           | Vella Lavella, îles Salomon               | Victoire des Japonais sur les Américains.                                                     |
| 7 octobre 1943                        | Bataille navale de Vella Lavella (campagne des îles Salomon)             | Vella Lavella, îles Salomon               | Victoire des Japonais sur les Américains.                                                     |
| 1943 - 1945, 1er novembre - 23 août   | Bataille de Bougainville (campagne des îles Salomon)                     | Bougainville, îles Salomon                | Victoire des Américains, des Australiens, des Néo-Zélandais et des Fidjiens sur les Japonais. |
| 1943, 2 novembre - 20 décembre        | Bataille de Changde                                                      | Changde, Chine                            | Victoire des Chinois sur les Japonais.                                                        |
| 1943, 1er - 2 novembre                | Bataille de la baie de l'Impératrice Augusta (campagne des îles Salomon) | Bougainville, îles Salomon                | Victoire des Américains sur les Japonais.                                                     |
| 26 novembre 1943                      | Bataille du cap Saint-George (campagne des îles Salomon)                 | Bougainville, îles Salomon                | Victoire des Américains sur les Japonais.                                                     |
| 1943, 20 novembre - 23 novembre       | Bataille de Tarawa (opération Galvanic)                                  | Tarawa                                    | Victoire des Américains sur les Japonais.                                                     |
| 1944, 8 mars-8 juillet                | Bataille d'Imphal                                                        | Imphal, Manipur, Inde                     | Victoire du Royaume-Uni sur les Japonais et Armée indiennes                                   |
| 1944                                  | Bataille de Kohima                                                       |                                           |                                                                                               |
| 1944                                  | Bataille de Kwajalein                                                    |                                           |                                                                                               |
| 1944                                  | Bataille d'Eniwetok                                                      |                                           |                                                                                               |
| 1944, avril - décembre                | Bataille de Henan-Hunan-Guangxi                                          | Chine                                     | Victoire des Japonais sur les Chinois.                                                        |
| 1944, 2 novembre - 20 décembre        | Bataille de Changsha (1944)                                              | Changsha, Chine                           | Victoire des Japonais sur les Chinois.                                                        |
| 1944, 15 septembre - 15 octobre       | Bataille de Peleliu                                                      | île de Peleliu                            | Victoire des Américains sur les Japonais.                                                     |
| 1944, 15 juin - 9 juillet             | Bataille de Saipan                                                       | Saipan, îles Mariannes                    | Victoire des Américains sur les Japonais.                                                     |
| 1944, 19 - 20 juin                    | Bataille de la mer des Philippines                                       | mer des Philippines                       | Victoire des Américains sur les Japonais.                                                     |
| 1944, 21 juillet - 10 août            | Bataille de Guam                                                         | Guam, îles Mariannes                      | Victoire des Américains sur les Japonais.                                                     |
| 1944, 24 juillet - 1er août           | Bataille de Tinian                                                       | Tinian, îles Mariannes                    | Victoire des Américains sur les Japonais.                                                     |
| 1944, 16 août - 24 novembre           | Bataille de Guilin-Liuzhou                                               | Chine                                     | Victoire des Japonais sur les Chinois.                                                        |
| 1944, 23 - 27 octobre                 | Bataille du golfe de Leyte                                               | Philippines                               | Victoire des Américains et des Australiens sur les Japonais.                                  |
| 1944                                  | Bataille de Mindoro                                                      | Mindoro, Philippines                      | Victoire des Américains et des Philippins sur les Japonais                                    |
| 1945                                  | Bataille de Manille                                                      | Manille, Philippines                      | Victoire des Américains et des Philippins sur les Japonais                                    |
| 1945                                  | Bataille de Mindanao                                                     | Mindanao et Archipel de Sulu, Philippines | Victoire des Américains et des Philippins sur les Japonais                                    |
| 1945, 16 - 26 février                 | Bataille de Corregidor                                                   | Corregidor, Philippines                   | Victoire des Américains et des Philippins sur les Japonais                                    |
| 1945, 16 février - 26 mars            | Bataille d'Iwo Jima                                                      | Iwo Jima, Japon                           | Victoire des Américains sur les Japonais.                                                     |
| 1945, 21 mars - 11 mai                | Bataille d'Henan-Hubei                                                   | Henan et Hubei, Chine                     | Victoire des Japonais sur les Chinois.                                                        |
| 1945, avril - juin                    | Bataille de l'ouest d'Hunan                                              | Hunan, Chine                              | Victoire des Chinois sur les Japonais.                                                        |
| 1er avril - 2 juillet 1945            | Bataille d'Okinawa                                                       | Okinawa, Japon                            | Victoire des Américains sur les Japonais.                                                     |
| 7 avril 1945                          | Opération Ten-Go                                                         | Océan Pacifique                           | Victoire des Américains sur les Japonais.                                                     |

### Europe
| Date(s)                              | Bataille                                           | Lieu                                      | Résumé |
| ------------------------------------ | -------------------------------------------------- | ----------------------------------------- | --- |
|                                      |                                                    |                                           | |
| 1939-1945                            | bataille de l'Atlantique                           | Océan Atlantique                          | Victoire des Alliés sur l'Axe |
| 1939, 7 avril                        | Bataille de Durrës (1939)                          | Albanie                                   | Victoire des Italiens sur les Albanais |
| 1939, 1er septembre au 6 octobre     | Campagne de Pologne (1939) ou opération Fall Weiss | Pologne                                   | Victoire des Allemands et des Soviétiques sur les Polonais                                                                                          |
| 1939-1940, 30 novembre - 13 mars     | Guerre d'Hiver                                     | Finlande                                  | Guerre indécise entre les Soviétiques et les Finlandais                                                                                             |
| 1939, 13 décembre                    | Bataille du Rio de la Plata                        | Río de la Plata, Argentine et Uruguay     | Victoire des Britanniques sur les Allemands. |
| 1939 - 1940, 27 décembre - 5 janvier | Bataille de Suomussalmi                            | Finlande                                  | Victoire des Finlandais sur les Soviétiques |
| 1940 9 avril                         | Opération Weserübung                               | Danemark, Norvège                         | Victoire des Allemands sur les Danois et les Norvégiens                                                                                             |
| 1940, 10 - 13 avril                  | Bataille de Narvik                                 | Norvège                                   | Bataille indécise |
| 1940, 10 mai-28 mai                  | Campagne des 18 jours                              | Belgique                                  | Victoire des Allemands sur les Belges |
| 1940, 23 mai-28 mai                  | Bataille de la Lys (1940)                          | Belgique                                  | Fin de la Campagne des 18 jours, reddition sans combat de certaines unités et capitulation de Léopold III                                           |
| 1940, 10 mai-22 juin                 | Bataille de France                                 | France, Benelux                           | Victoire des Allemands sur les Français, les Britanniques, les Néerlandais et les Belges                                                            |
| 1940, 25 mai - 3 juin                | Bataille de Dunkerque                              | Dunkerque, France                         | Victoire des Allemands sur les Britanniques et les Français                                                                                         |
| 1940 - 1941, juin - mai              | Bataille d'Angleterre                              | Angleterre                                | Victoire des Anglais sur les Allemands. |
| 1940 - 1941, 28 octobre - 30 avril   | Bataille de Grèce                                  | Grèce                                     | Victoire des Allemands, des Italiens et des Bulgares sur les Grecs, les Britanniques, les Australiens et les Néo-Zélandais                          |
| 1940, 11 - 12 novembre               | Bataille de Tarente (1940)                         | Tarente, Italie                           | Victoire des Britanniques sur les Italiens. |
| 1940 - 1941, 20 mai - 1er juin       | Bataille de Crète                                  | Crète, Grèce                              | Victoire des Allemands et des Italiens sur les Grecs, les Britanniques, les Australiens et les Néo-Zélandais                                        |
| 1941, 22 juin - décembre             | Opération Barbarossa                               | URSS                                      | Victoire tactique des Allemands, des Italiens, des Roumains, des Finlandais, des Hongrois et des Slovaques sur les Soviétiques.                     |
| 1941- 25 juin 19 septembre 1944      | Guerre de continuation                             | Finlande Carélie Mourmansk                | Victoire tactique des Finlandais sur les Soviétiques et les Anglais.                                                                                |
| 1941, 6 juillet - 5 août             | Bataille de Smolensk (1941)                        | URSS                                      | Victoire des Allemands sur les Soviétiques |
| 1941-1944, 8 septembre - 18 janvier  | Siège de Léningrad                                 | URSS                                      | Victoire des Soviétiques sur les Allemands, les Finlandais et les Espagnols                                                                         |
| 19 septembre 1941                    | Bataille de Kiev                                   | URSS                                      | Victoire des Allemands sur les Soviétiques |
| 1941-1942, 2 octobre - 7 janvier     | Bataille de Moscou                                 | URSS                                      | Victoire des Soviétiques sur les Allemands. |
| 27 février 1942                      | Opération Biting                                   | Bruneval, France                          | Victoire des Britanniques sur les Allemands |
| 27 mars 1942                         | Opération Chariot                                  | Saint-Nazaire, France                     | Victoire des Britanniques sur les Allemands |
| 1942, 23 juin - 24 novembre          | operation Fall Blau                                | moitié sud de front russe, URSS           | Défaite des Allemands, qui n'atteignent aucun de leurs objectifs stratégiques malgré des gains territoriaux spectaculaires, contre les Soviétiques. |
| 1942, 23 août                        | Débarquement de Dieppe                             | Dieppe, France                            | Victoire des Allemands sur les Canadiens et les Britanniques                                                                                        |
| 1942-1943, 17 juillet - 2 février    | Bataille de Stalingrad                             | Stalingrad, URSS                          | Victoire des Soviétiques sur les Allemands |
| 1943, 5 juillet - 23 août            | Bataille de Koursk                                 | URSS                                      | Victoire des Soviétiques sur les Allemands. |
| 1943, 9 juin - 17 août               | Opération Husky (Débarquement de Sicile)           | Sicile, Italie                            | Victoire des Américains, des Britanniques et des Canadiens sur les Italiens et les Allemands.                                                       |
| 1943, 7 août - 2 octobre             | Bataille de Smolensk (1943)                        | URSS                                      | Victoire des Soviétiques sur les Allemands. |
| 1943, 24 août - 23 décembre          | Bataille du Dniepr (1943)                          | URSS                                      | Victoire des Soviétiques sur les Allemands. |
| 1943, 4 décembre - 26 décembre       | Campagne de la rivière Moro                        | rivière Moro                              | Indécis. |
| 1943, 20 décembre - 28 décembre      | Bataille d'Ortona                                  | Ortona                                    | Victoire des Canadiens. |
| 1943, 26 décembre                    | Bataille du cap Nord                               | Norvège                                   | Victoire des Britanniques sur les Allemands. |
| 1944, 4 janvier - 19 mai             | Bataille du mont Cassin                            | Italie                                    | Victoire des Alliés sur les Allemands. |
| 1944, 22 janvier                     | Opération Shingle                                  | Italie                                    | Victoire des Américains et des Britanniques sur les Allemands.                                                                                      |
| 1944, 6 juin- 9 août                 | Bataille de Normandie                              | Normandie, France                         | Victoire des Américains, des Britanniques, des Canadiens, des Forces françaises libres et des Polonais sur les Allemands.                           |
| 1944 (juin-juillet)                  | Bataille de Caen                                   | Caen, France                              | Victoire des Britanniques, des Canadiens et des Forces françaises libres sur les Allemands.                                                         |
| 1944, 22 juin - 19 août              | Opération Bagration                                | URSS                                      | Victoire des Soviétiques sur les Allemands. |
| 1944, 1er août - 2 octobre           | Insurrection de Varsovie                           | Varsovie, Pologne                         | Victoire des Allemands sur les Polonais |
| 1944, 13 juin - 24 juillet           | Bataille des Haies                                 | France                                    | Victoire des Américains sur les Allemands. |
| 1944, 25 - 30 juin                   | Opération Cobra                                    | France                                    | Victoire des Américains sur les Allemands. |
| 1944, 18 - 20 juillet                | Opération Goodwood                                 | France                                    | Victoire des Allemands sur les Américains. |
| 1944, 6 - 13 août                    | Contre-attaque de Mortain                          | France                                    | Victoire des Américains sur les Allemands. |
| 1944 12 - 21 août                    | Poche de Falaise                                   | France                                    | Victoire des Américains, des Britanniques, des Canadiens, des Polonais et des Forces françaises libres sur les Allemands.                           |
| 1944, 15 août - 11 septembre         | Opération Anvil Dragoon (Débarquement de Provence) | France                                    | Victoire des Américains et des Forces françaises libres sur les Allemands.                                                                          |
| 1944, septembre - avril              | Guerre de Laponie                                  | Finlande                                  | Victoire des Finlandais sur les Allemands. |
| 1944 17 septembre - 25 septembre     | Bataille d'Arnhem ou Opération Market Garden       | Pays-Bas                                  | Victoire des Allemands sur les Britanniques, les Américains, les Canadiens et les Polonais.                                                         |
| 1944-1945, 16 décembre - 25 janvier  | Bataille des Ardennes                              | Ardennes, Belgique, Luxembourg, Allemagne | Victoire des Américains et des Britanniques sur les Allemands.                                                                                      |
| 1944-1945, 29 décembre-13 février    | Bataille de Budapest                               | Budapest, Hongrie                         | Victoire des Soviétiques et des Roumains sur les Allemands et les Hongrois.                                                                         |
| 1945, 20 janvier - 9 février         | Poche de Colmar                                    | France                                    | Victoire des Forces françaises libres et des Américains sur les Allemands.                                                                          |
| 1945, 16 avril - 2 mai               | Bataille de Berlin                                 | Berlin, Allemagne                         | Victoire des Soviétiques sur les Allemands |

## Après1945

### Afrique

#### Afrique du Nord
- 1957 : bataille d'Alger (guerre d'Algérie)
- 12 février 1958 : Combat du Fedj Zezoua (guerre d'Algérie)
- 24 août 1979 : bataille de Lebueirat (guerre du Sahara)

#### Afrique de l'Est
- 3 février 1976 : prise d'otages de Loyada à Djibouti
- juillet 1977 : bataille de Gode (guerre de l'Ogaden)
- août 1977 : bataille de Jijiga (guerre de l'Ogaden)
- août 1977 : bataille de Diredawa (guerre de l'Ogaden)
- septembre 1977 : bataille de Jijiga (guerre de l'Ogaden)
- février 1978 : bataille de Jijiga (guerre de l'Ogaden)
- 19 mars 1988 : bataille d'Afabet (guerre d'indépendance de l'Érythrée)
- 3 au 4 octobre 1993 : bataille de Mogadiscio (guerre civile somalienne - Onusom)
- 23 février 1999 : bataille de Badme (guerre éthiopio-érythréenne)

#### Afrique de l'Ouest
- 31 mars 1968 : bataille d'Abagana (guerre du Biafra)

#### Afrique centrale et australe
- 11 novembre 1975 : bataille de Kifangondo (guerre civile angolaise)
- 14 décembre 1975 : bataille du pont 14 (guerre civile angolaise)
- 4 mai 1978 : bataille de Cassinga (guerre d'indépendance de Namibie)
- 19 mai 1978 : Sauvetage de Kolwezi (2e guerre du Shaba)
- janvier-mai 1988 : bataille de Cuito Cuanavale (guerre civile angolaise)
- 27 juin 1988 : bataille de Calueque (guerre civile angolaise)

### Asie

#### Moyen-Orient
- Première guerre israélo-arabe
  - 2 avril 1948 : Opération Nahshon
  - 25 mai 1948 : Bataille de Latroun (1948)
  - 6 juin 1948 : Bataille de Malkiya
  - 6 juin 1948 : Bataille de Nitzanim
  - 9 juillet 1948 : Opération Dani
  - 23 août 1948 : Opération Avak
  - 28 octobre 1948 : Opération Hiram

- Guerre des frontières d'Israël
- Crise de Suez
- Guerre des Six Jours
- Guerre du Kippour
  - 7 octobre 1948 : bataille de Lattaquié
  - 9 octobre 1948 : bataille de Damiette
- Guerre d'usure
  - Opération Bulmus 6
- Guerre du Liban
- Première guerre du Liban
  - 9 juin 1982 : opération courtilière 19
  - 10 juin 1982 : bataille de Sultan Yacoub
  - 14 juin 1982 : siège de Beyrouth
  - 15 - 25 septembre 1983 : bataille de Souk El Gharb

- 1968 : bataille de Karameh

#### Guerre de Corée
- 4 juillet 1950 : bataille d'Osan
- septembre 1950 : bataille d'Incheon
- 26 novembre–13 décembre 1950 : bataille du réservoir Chosin
- avril 1951 : bataille de Kapyong
- avril 1952 : bataille de la rivière Imjin
- avril 1952 : colline Gloster
- mai 1953 : bataille pour le crochet

#### Guerre d'Indochine
- 1er au 13 octobre 1950 : bataille de la RC 4
- 15 au 17 janvier 1951 : bataille de Vinh Yen
- 23 au 30 mars 1951 : bataille de Mao Khê
- 28 mai au 7 juin 1951 : bataille du Day
- 3 au 10 octobre 1951 : bataille de Nghia Lo
- Décembre 1951 - janvier 1952 : bataille de la Rivière Noire
- 23 novembre au 7 décembre : bataille de Na San
- 13 mars au 7 mai 1954 : bataille de Diên Biên Phu (Viêt Nam)
- 20 au 24 juin 1954 : bataille d'Ankhé

#### Guerre du Viêt Nam
- 18 août - 19 août 1966 : bataille de Long Tan
- 1968 : offensive du Têt
- 1968 : bataille de Khe Sanh
- 7 février 1968 : bataille de Lang Vei

#### Guerre Iran-Irak
- 1984 : opération Kheiber

#### Conflits divers post-1945
- 6 octobre 1950 : bataille de Markham Gartok (intervention militaire chinoise)
- 25 avril 1965 : bataille de Plamam Mapu (conflit de Bornéo)
- 13 octobre 1988 : bataille de Mae Taw Wah (guerre d'indépendance Karen)
- 1er- 6 octobre 1992 : Bataille de Gagra (guerre d'Abkhazie)
- 18 juillet 1996 : bataille de Mullaitivu (guerre d'indépendance tamoule)

### Europe
- août – 18 novembre 1991 : bataille de Vukovar
- 29 avril 1994 : bataille de Saraci-Kalesija

#### Premièreetseconde guerre de Tchétchénie
- novembre 1994 : première bataille de Grozny
- 22 décembre 1994 – 6 mars 1995 : seconde bataille de Grozny
- mars 1996 : troisième bataille de Grozny
- août 1996 : quatrième bataille de Grozny
- 25 décembre 1999 – 6 février 2000 : cinquième bataille de Grozny